# Marc Claudi Marcel (magistrat)
Marc Claudi Marcel (en llatí Marcus Claudius Marcellus) va ser un magistrat romà. Era fill de Marcus Claudius M. F. M. N. Marcellus (cònsol el 166 aC, 155 aC i 152 aC) i pare de Marcus Claudius M. F. M. N. Marcellus, edil curul. Formava part de la gens Clàudia i era de la família dels Claudi Marcel.
No se sap quines magistratures va exercir però cap d'elles devia ser molt important, ja que no és mencionat per cap autor antic.